# Magnieu
Magnieu és un municipi francès situat al departament de l'Ain i a la regió d'Alvèrnia-Roine-Alps. L'any 2007 tenia 417 habitants.

## Demografia

### Població
El 2007 la població de fet de Magnieu era de 417 persones. Hi havia 164 famílies de les quals 39 eren unipersonals (26 homes vivint sols i 13 dones vivint soles), 39 parelles sense fills, 60 parelles amb fills i 26 famílies monoparentals amb fills.
La població ha evolucionat segons el següent gràfic:
Habitants censats

### Habitatges
El 2007 hi havia 206 habitatges, 164 eren l'habitatge principal de la família, 28 eren segones residències i 14 estaven desocupats. 196 eren cases i 10 eren apartaments. Dels 164 habitatges principals, 131 estaven ocupats pels seus propietaris, 29 estaven llogats i ocupats pels llogaters i 3 estaven cedits a títol gratuït; 1 tenia una cambra, 4 en tenien dues, 13 en tenien tres, 39 en tenien quatre i 107 en tenien cinc o més. 128 habitatges disposaven pel capbaix d'una plaça de pàrquing. A 56 habitatges hi havia un automòbil i a 93 n'hi havia dos o més.

### Piràmide de població
La piràmide de població per edats i sexe el 2009 era:
| Homes | Edats   | Dones |
| ----- | ------- | ----- |
| 0     | 95 o +  | 0     |
| 0     | 90 a 94 | 0     |
| 0     | 85 a 89 | 0     |
| 4     | 80 a 84 | 0     |
| 8     | 75 a 79 | 12    |
| 12    | 70 a 74 | 4     |
| 8     | 65 a 69 | 4     |
| 16    | 60 a 64 | 0     |
| 0     | 55 a 59 | 12    |
| 12    | 50 a 54 | 8     |
| 0     | 45 a 49 | 4     |
| 24    | 40 a 44 | 16    |
| 8     | 35 a 39 | 8     |
| 20    | 30 a 34 | 16    |
| 4     | 25 a 29 | 12    |
| 8     | 20 a 24 | 4     |
| 12    | 15 a 19 | 4     |
| 16    | 10 a 14 | 8     |
| 16    | 5 a 9   | 0     |
| 12    | 0 a 4   | 8     |

## Economia
El 2007 la població en edat de treballar era de 270 persones, 215 eren actives i 55 eren inactives. De les 215 persones actives 203 estaven ocupades (110 homes i 93 dones) i 12 estaven aturades (10 homes i 2 dones). De les 55 persones inactives 20 estaven jubilades, 18 estaven estudiant i 17 estaven classificades com a «altres inactius».

### Ingressos
El 2009 a Magnieu hi havia 170 unitats fiscals que integraven 416,5 persones, la mediana anual d'ingressos fiscals per persona era de 19.560 €.

### Activitats econòmiques
Dels 4 establiments que hi havia el 2007, 1 era d'una empresa de construcció, 1 d'una entitat de l'administració pública i 2 d'empreses classificades com a «altres activitats de serveis».
Dels 2 establiments de servei als particulars que hi havia el 2009, 1 era una fusteria i 1 saló de bellesa.
L'any 2000 a Magnieu hi havia 11 explotacions agrícoles que ocupaven un total de 444 hectàrees.

## Poblacions més properes
El següent diagrama mostra les poblacions més properes.